# Glaucomastix littoralis
Glaucomastix littoralis — вид ящірок родини теїдових (Teiidae). Ендемік Бразилії.

## Поширення і екологія
Glaucomastix littoralis мешкають в прибережних районах в штаті Ріо-де-Жанейро. Вони живуть в прибережних заростях рестінги. Живляться комахами, зокрема термітами та личинками, а також деякими дрібними хребетними.

## Збереження
МСОП класифікує цей вид як такий, що перебуває під загрозою зникнення. Glaucomastix littoralis загрожує знищення природного середовища.